# Craniophora pontica
Craniophora pontica là một loài bướm đêm thuộc họ Noctuidae. Nó được tìm thấy ở miền nam Balkan qua Cận Đông và một phần của Trung Đông tới Afghanistan. Ở Levant, chúng được ghi nhận từ Liban và Israel.
Con trưởng thành bay từ tháng 4 đến tháng 5 và vào tháng 9. Có hai lứa trưởng thành một năm.
Ấu trùng ăn các loài Fraxinus.